# Українська мужича партія
Українська мужича партія — підпільна політична організація в 1920-х роках в УСРР, метою якої було «відновити і стверджувати існування суверенної державної України — національної держави мужиків». Розгромлена ДПУ в 1927 році.
Група, яка створила організацію виникла в 1922 році з представників Харківщини у Всеукраїнській кооперативній раді, які намагалися захищати в ній свої регіональні інтереси. Серед них були Володимир Доленко, Наум Жилін (колишній український есер), Василь Лещенко (колишній член УСДРП), Борис Щербаненко (колишній російський есер) та ін. Скарбником організації став Яків Стороженко.
Організація намагалася «просувати» своїх людей на керівні посади в кооперативному русі та народній освіті. Керівництво організації називало себе «шісткою», за кількістю осіб. В політичному плані організація орієнтувалася на селянство як соціальну базу й вважала, що влада в державі має перейти до дрібної буржуазії (селянства), як найчисленнішого класу. Окрім того, її члени вважали, що «Оскільки наше робітництво в великій частині своїй не втратило рис, властивих дрібній буржуазії, остільки УМП є тим самим і партією дрібнобуржуазної частини робітництва».
На початку 1926 року заарештували Володимира Доленка, завдяки якому вийшли на інших членів. В 1927 році організацію розгромили.